# Драгомир Бечановић
Драгомир Бечановић (Никшић, 10. фебруара 1965) југословенски је џудиста. Наступао је за никшићки Џудо клуб ЈК Академик. Отац је спринтера Стефана Бечановића.

## Спортска каријера
Бечановић се џудоом први пут почео бавити као десетогодишњак у фискултурној сали основне школе „Олга Головић“.
Већ 1987. године остварио је свој први велики међународни успех, освојивши сребрну медаљу на Европском првенству у Паризу, када су га судије спречиле да освоји најсјајнију медаљу, јер су победу дали домаћем такмичару. Те године је први пут изабран за најбољег спортисту Црне Горе. Године 1988. Бечановић је постао првак Југославије и првак Балкана.
Круна његове целокупне каријере је освајање златне медаље на Светском купу 1989. године у Београду и тада постаје први југословенски џудиста који је освојио најсјајнију медаљу на светском првенству. Он је, истовремено, први џудиста из остатка света који је прекинуо доминацију Јапанаца у лакој категорији (до 65 kg). 1989. је изабран за најбољег спортисту Црне Горе и Југославије. Дана 18. септембра 1990. добио је награду и највише признање Града Никшића. Од 1991. престао је активно да се бави џудоом.
Радио је као амбасадор за спорт, толеранцију и фер плеј у Влади Црне Горе. Изабран је за председника Скупштине Џудо савеза Црне Горе и живи у Никшићу.